# Tatra T3R.P

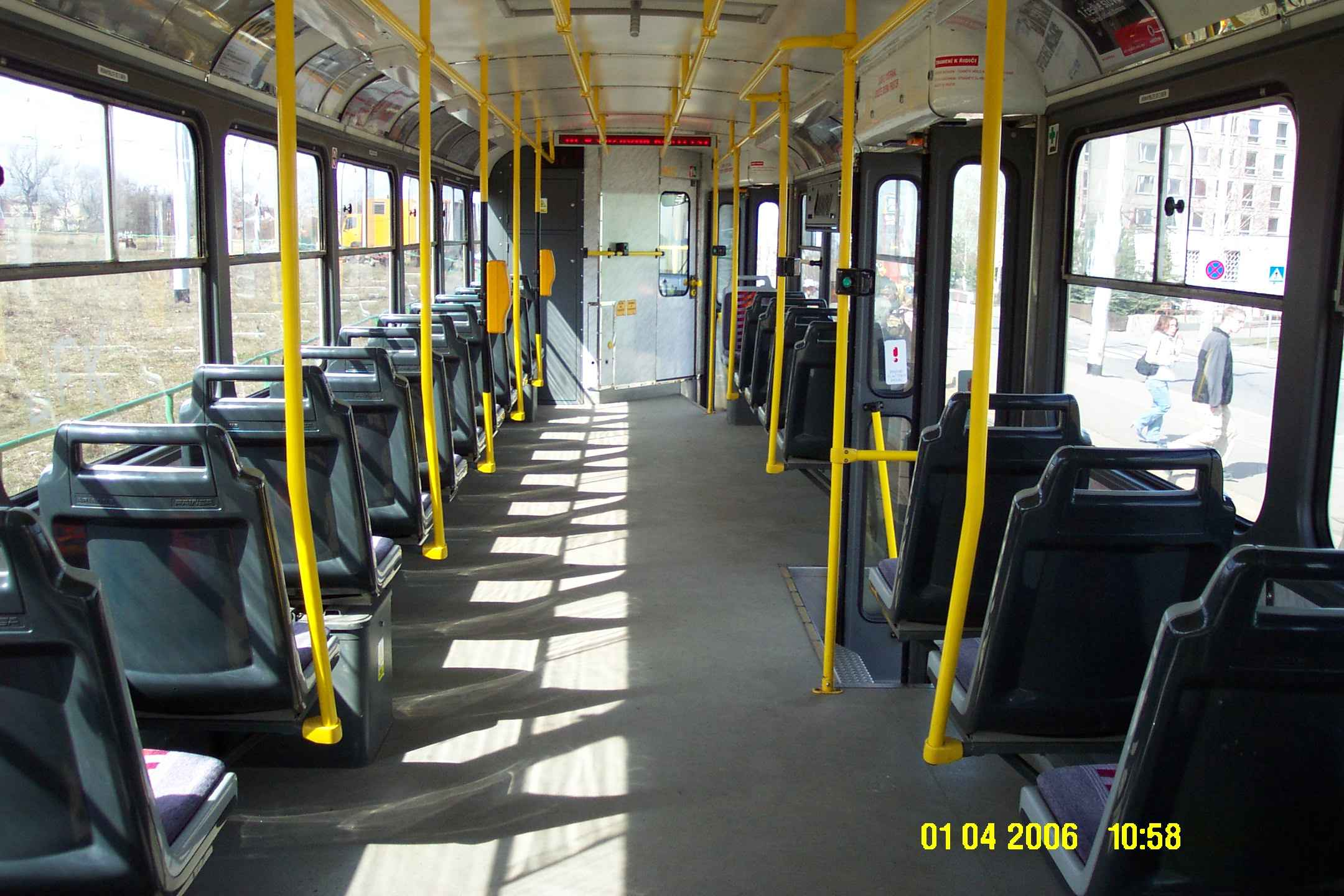
Wnętrze praskiego wozu T3R.P

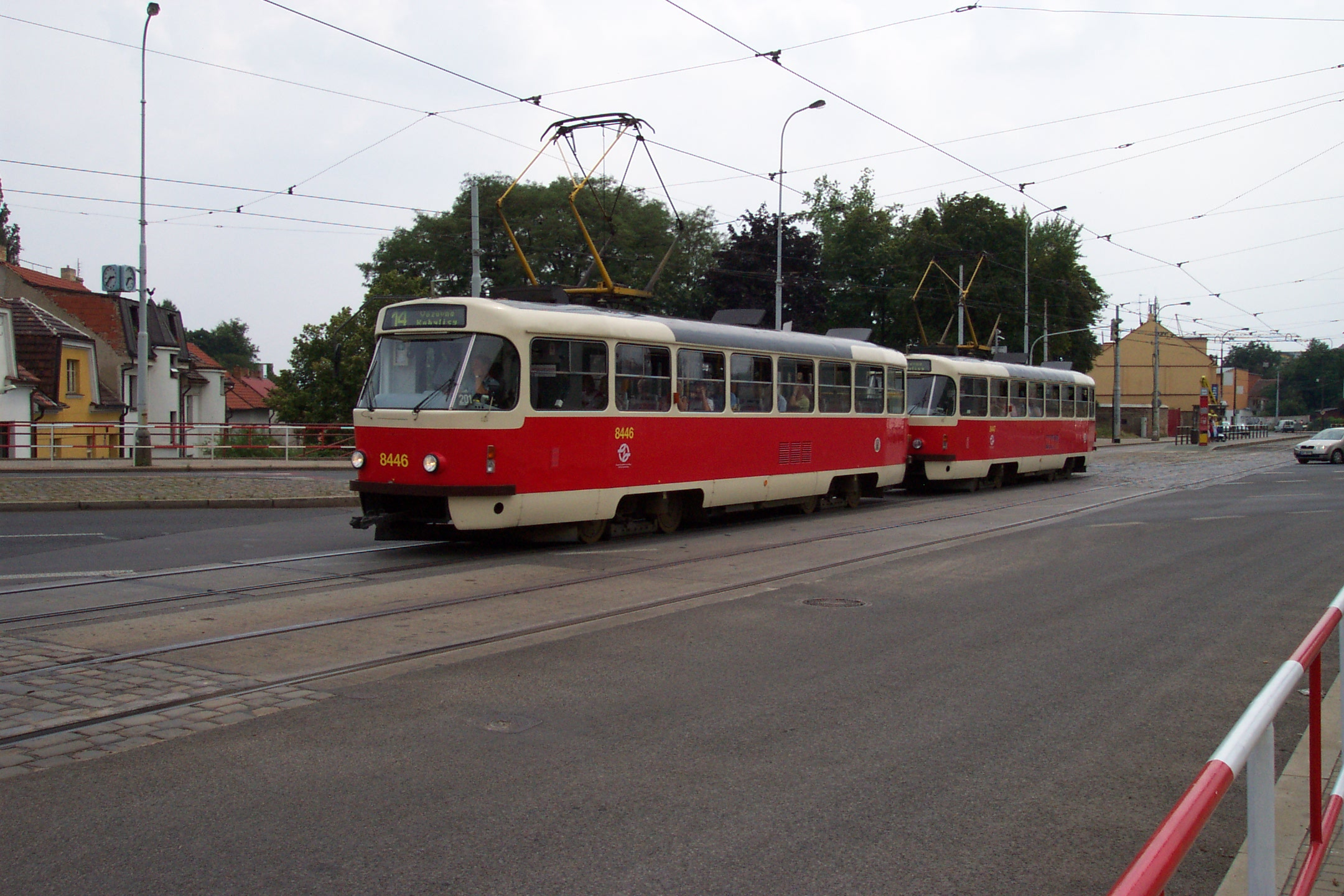
Skład tramwajów T3R.P w Pradze

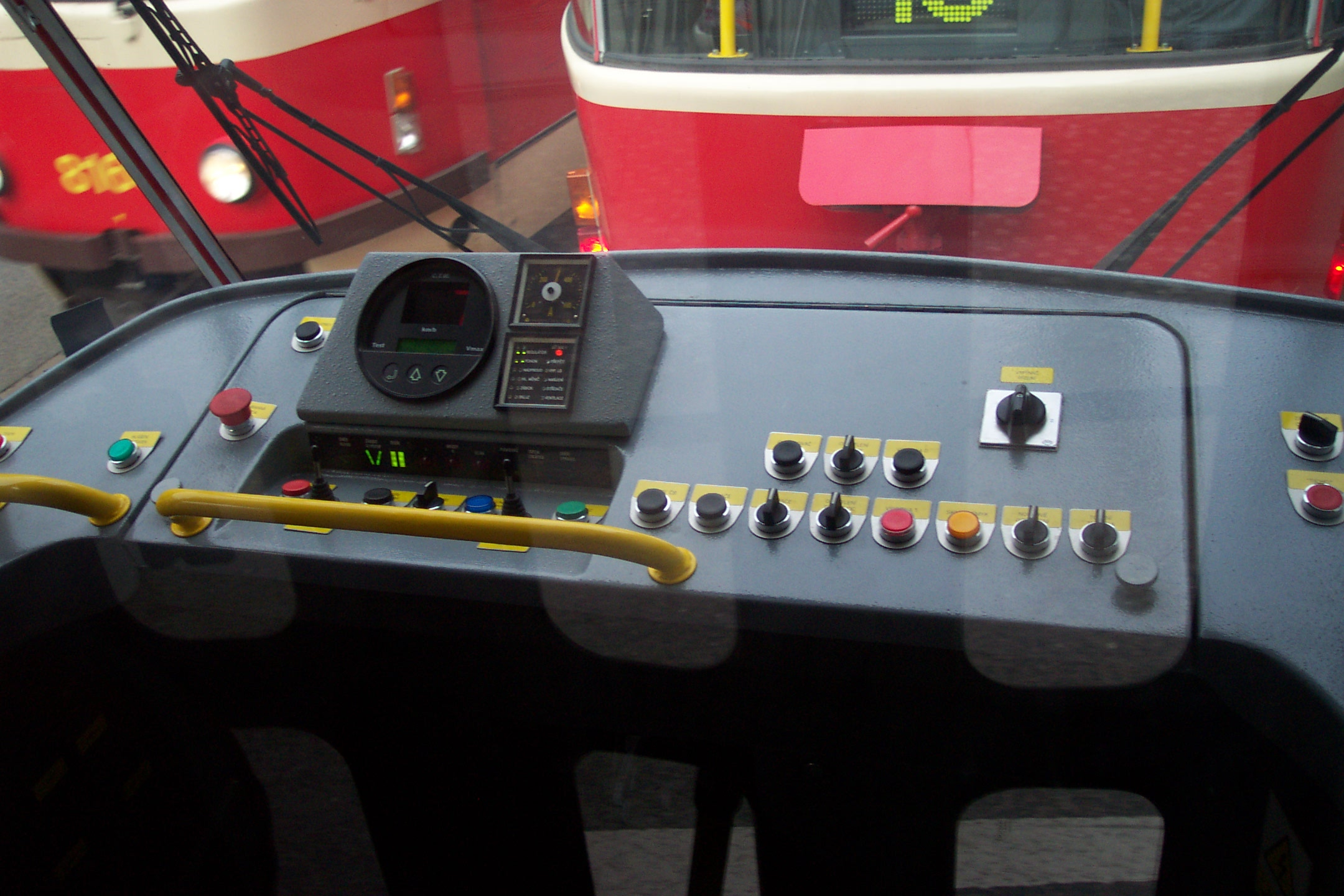
Pulpit motorniczego tramwaju

Tatra T3R.P (używane jest także oznaczenie Tatra T3P) – typ tramwaju, który powstał w wyniku modernizacji tramwaju Tatra T3.

## Historia
Po krachu firmy ČKD, która w latach 90. ubiegłego stulecia produkowała wyposażenie elektryczne dla modernizowanych tramwajów, na czeskim rynku pojawiła się firma Alstom (dziś Cegelec), która wyprodukowała nowe wyposażenie elektryczne TV Progress oparte na tranzystorach IGBT.
Pierwszym wozem z tym wyposażeniem stał się w 1999 ostrawski tramwaj Tatra T3SUCS o numerze taborowym 1016. Jednakże z powodu na oczekiwanie na dopuszczenie do ruchu przez Urząd Kolejowy, wnętrze przebudowywano do następnego roku, kiedy w Ostrawie rozpoczęto seryjną modernizację tramwajów do typu T3R.P.
W roku 2000 wyposażenie TV Progress otrzymał praski tramwaj T3 o numerze 6554. Poza zamontowaniem nowej elektryki tramwaj nie został zmodernizowany i służył raczej w celach testowych. W roku 2002 ten sam tramwaj posłużył w celu przetestowania wyposażenia typu TV Europulse.
Już w roku 2000 pierwsze przedsiębiorstwa komunikacyjne rozpoczęły modernizację swoich tramwajów na typ T3R.P. Praski przewoźnik początkowo zlecił remonty firmie Pars nova (tramwaje nr 8211 - 8245), następnie na własną rękę zmodernizowano kilka wozów (od nr 8300). Ostrawski i pilzneński przewoźnik samodzielnie przeprowadził modernizację (niektóre z pilzneńskich wozów odnowiono w Ostrawie). Inne miasta (Ołomuniec, Brno) początkowo zleciły przebudowę Ostrawie, następnie firmie Pars.

## Modernizacja
W przeciwieństwie do wyglądu zewnętrznego tramwaju który zmienił się w niewielkim stopniu (wymieniono ekspozytor liniowy na wyświetlacz), wewnątrz nastąpiła poważniejsza modernizacja. W niektórych miastach klasyczne siedzenia z laminatu zastąpiono nowymi tapicerowanymi montowanymi do ścian, co ułatwia czyszczenie podłogi, na którą położono wykładzinę antypoślizgową. Pasażerowie są informowani o trasie i linii przez nowoczesny system akustycznej i wizualnej informacji pasażerskiej. Zamontowano wyposażenie elektryczne typu TV Progress z tranzystorami IGBT. Żywotność tramwaju przedłużono tym samym o minimum 15 lat.
Wozy, których pudło znajdowało się w złym stanie technicznym, zostały poddane gruntowniejszej modernizacji - Tatra T3R.PV.

## Eksploatacja
Modernizacja na typ T3R.P przebiega od roku 1999.
- Czechy:
  - Brno – zmodernizowano 14 tramwajów
  - Ołomuniec – zmodernizowano 24 tramwaje
  - Ostrawa – zmodernizowano 43 tramwajów
  - Pilzno – zmodernizowano 34 tramwajów
  - Praga:
    - próbnie zmodernizowano 1 wóz, przebudowany potem na typ T3R.E
    - zmodernizowano 315 tramwajów
- Słowacja:
  - Bratysława – zmodernizowano 15 tramwajów
- Ukraina
  - Donieck - zmodernizowano 2 tramwaje
  - Krzywy Róg - zmodernizowano 21 tramwajów
  - Kijów - zmodernizowano 9 tramwajów
  - Odessa - zmodernizowano 113 tramwajów